# 照村
34°01′39″N 111°02′26″E / 34.02747°N 111.04042°E
照村，光绪年间修订的《卢氏县志》称为赵村，是中华人民共和国河南省三门峡市卢氏县横涧乡下辖的一个行政村。

## 历史
照村一帶很早就有人居住。留下了东照村遗址、西照村遗址、红岩汉墓群，抗日战争期间，1938年河南省高等法院首先迁驻洛阳。1939年，迁驻卢氏县照村等地。1944年5月20日，侵华日军冈村宁次226联队以照村为根据地，渡过洛河向卢氏县城发动进攻。攻入卢氏县城，并对从县城逃出的500多民众进行屠杀，史称“卢氏惨案”。
1950年，卢氏县原七个区更换为9个区，照村属于第六区管辖。2004年11月，卢氏县水利局和横涧乡投资147万元在照村修建防洪堤。2022年，照村部分集体农用地和集体建设用地被卢氏县政府征收，用来建设兴贤大道等基础设施。2022年底，从新中医院到兴贤里社区的兴贤大道如期竣工并投入使用。

## 地理
由於夕阳落山时由于山峰阻挡只有此地尚有阳光照射，因此被命名为照村，村后的山坡也得名为照村岭，此地也成为卢氏古代八大景之一的“西霞晚照”。洛河支流马庄河（卜象河）发源于石枣子村下院，最后经照村注入洛河。照村有蒙华铁路卢氏县火车站，交通地理位置优越。村庄由于地理位置原因，可以分为东照村，西照村和照村小区。。

## 建筑
- 照村小学
- 照村河神庙

## 图片
| - 照村村委会 - 俯视照村 - 照村雪景 - 元宵舞狮 |